# Sigeberht
Sigeberht – król Wessexu w latach od 756 do 757.

## Życiorys
Sigeberht został w 756 roku następcą swojego krewnego Cuthreda. Był złym i okrutnym władcą i dość szybko został odsunięty od władzy. Następnie został oskarżony o morderstwo, wypędzony i ostatecznie zabity. Prawdopodobnie stało się to pod wpływem Aethelbalda, króla Mercji.
Jego brat Cyneheard również został wypędzony, ale powrócił w 786 roku zabijając Cynewulfa następcę Sigeberhta.